# Hora Local
Hora Local es una banda de rock formada en Bogotá, Colombia a finales de los 80s, que es considerada como una de las bandas de culto en la historia del movimiento en Colombia. Su propuesta musical fue influyente en el desarrollo del movimiento de rock alternativo en su país, siendo considerados uno de los grupos pioneros del Post-punk y New wave.
Su único larga duración "Orden Publico" figura dentro de los álbumes más importantes del Rock Colombiano siendo posicionado por la revista Rolling Stone en su edición Colombiana en el puesto N.º 17 de su lista de "25 grandes discos nacionales." el portal especializado Rateyourmusic realizó la lista de "50 discos del rock-pop colombiano" donde ocupa el 21.er lugar, mientras que  el álbum recopilatorio Soluciones Para Todo Menos Para los Problemas de 2007 se ubicó en el 44.º puesto del libro "Rock colombiano: 100 discos, 50 años" publicado en 2012.
La Revista Subterránica publicó su lista de "Las 100 Mejores Canciones del Rock Colombiano" donde su canción "La Chica de Chernobyl" aparece en la posición 29º, para la edición colombiana de Rolling Stone en la publicación de "50 grandes canciones colombianas" figuran "El Rock No Te Necesita" en 25° lugar y "Londres" en 33°. En el listado realizado por el portal Autopistarock.com "El Rock No Te Necesita" ocupa el 8º lugar entre la "Las 50 Canciones Más Grandes del Rock Colombiano".

## Historia
El proyecto de Hora Local surgió en 1986 de una reunión de los músicos Ricardo Jaramillo, Luis Uriza y Pedro Roda. Inicialmente la banda se llamaba Box Dei, nombre posteriormente descartado al conocer que en Argentina existía la banda semi-homónima Vox Dei. Ya bajo el nombre de Hora Local, se presentaron en bares y universidades alimentando la escena underground bogotana de los años 80, momento en el que se vincularon como integrantes Eduardo Arias, Fernando Muñoz y Gonzalo de Sagarmínaga, al lado de Nicolás Uribe, quien tenpia una presencia eventual en el grupo.
En 1988, con el auge del rock en español, grabaron un sencillo que incluía los temas "El rock no te necesita" y "Matanza en el bar". El sencillo llamó la atención de Mani Mouré (integrante del grupo español Los Toreros Muertos), quien produjo en 1990 la grabación del larga duración Orden público, el cual fue lanzado al año siguiente bajo la etiqueta Roxy, un sello creado por los propios integrantes de la banda. De este álbum la crítica destacó temas como "La chica de Chernobyl" (en alusión al accidente nuclear ocurrido en Ucrania), "Londres" y "Pasó de todo". La banda se disolvería luego de la promoción de su primer álbum.
En 2007 el grupo se reunió de nuevo con el propósito de presentar el compilado Soluciones para todo menos para los problemas, el cual incluía remasterizaciones de sus anteriores trabajos, junto con los temas inéditos "Del campo a la ciudad" y "2026". Además, el material incluyó un disco tributo en el que artistas como Carlos Vives, Aterciopelados, Odio a Botero y Pornomotora interpretaban las canciones de Hora Local.
Un nuevo concierto de la banda fue organizado en Bogotá el 30 de noviembre de 2012, el cual sirvió como anticipo al reencuentro de la banda programado para el año 2013. Este año se realizó una presentación en la edición de ese año de Rock al Parque se anunció la edición de un nuevo sencillo.

## Integrantes
Por Hora Local han pasado músicos que en las últimas dos décadas se han destacado en este campo, al igual que en la televisión y el periodismo. Gonzalo de Sagarmínaga y Nicolás Uribe han sido reconocidos autores de música para cine y televisión, Pedro Roda ha tenido una carrera actoral en diferentes producciones y Ricardo Jaramillo ha pertenecido a la Orquesta Filarmónica de Bogotá (de la cual llegó a ser codirector). Eduardo Arias, por su parte, se ha destacado como periodista cultural y realizador junto a Karl Troller de proyectos humorísticos como el programa de televisión Zoociedad (1990-1993), el ensamble musical "Orquesta Sinfónica de Chapinero" (1990 y 1999-2002) y la revista Larrivista (2007-2009).

### Sesiones 45 RPM (1988)
- Luis Uriza (voz)
- Ricardo Jaramillo (guitarra, voz)
- Fernando Muñoz (teclados)
- Gonzalo de Sagarminaga (batería)
- Eduardo Arias (bajo, voz)

### Sesiones Orden público (1990)
- Luis Uriza (voz)
- Ricardo Jaramillo (guitarra, coros)
- Andrés Rojas (teclado, coros)
- Gonzalo de Sagarminaga (batería, percusión)
- Fernando Muñoz (bajo, coros)
- Eduardo Arias (locución, voz, coros)
- Efraín Segarra (saxo)

### Sesiones inéditas (2007)
- Pedro Roda (voz)
- Ricardo Jaramillo (guitarra, coros)
- Nicolás Uribe (teclados)
- Gonzalo de Sagarminaga (batería, coros)
- Eduardo Arias (teclados, Reason 3.0, coros)
- Oliver Camargo (bajista invitado)

## Discografía

### Producciones de estudio
- El rock no te necesita / Matanza en el bar (single). Polydor (1988)
- Orden público. Roxy (1991)
- Soluciones para todo menos para los problemas (Recopilación/Tributo). MTM (2007)
- Sigue Siendo Bogotá (single). (2017)

### Videoclips
- Londres (1991)
- Pasó de todo (1991)
- La chica de Chernobyl (1991)
- Hace frío en el infierno (1991)